# Kobylnica (Pogórze Rożnowskie)
Kobylnica (579 m) – całkowicie odkryte, niezalesione, pokryte polami uprawnymi wzniesienie Pogórza Rożnowskiego, w granicach wsi Miłkowa, na południowy zachód od wsi Przydonica. Jest jednym z czołowych punktów widokowych na Pogórzu Rożnowskim. 
Od sąsiedniej w południowym kierunku Dąbrowskiej Góry Kobylnica oddzielona jest dolina potoku Jelnianka. We wschodnim kierunku grzbiet Kobylnicy poprzez siodło w Miłkowej łączy się ze szczytem Berdychów (558 m) położonym między Przydonicą i Jasienną, w zachodnim z wzniesieniem Kobylnicy Zachodniej. Od Kobylnicy Zachodniej grzbiet opada w południowo-zachodnim kierunku poprzez Zawale (518 m) do doliny Jelnianki. Zawale jest dobrym punktem widokowym nas zachodnią stronę.
Na szczycie Kobylnicy stał do niedawna radar lotniczy (obsługiwany przez 362 kompanię radiotechniczną w Miłkowej, 36 batalion radiotechniczny Kraków-Węgrzce, 3 Brygada Radiotechniczna we Wrocławiu, Wojska radiotechniczne).